# WebSocket
WebSocket – jest protokołem komunikacyjnym, zapewniającym dwukierunkowy kanał wymiany danych poprzez pojedyncze połączenie TCP. Protokół WebSockets został ustandaryzowany przez IETF jako RFC 6455 w 2011 roku, a jego przeglądarkowe API podlega standaryzacji w W3C.
WebSockets różni się od protokołu HTTP. Oba protokoły są zlokalizowane na 7 warstwie w modelu OSI i zależą od TCP na warstwie 4. Pomimo faktu, że są one różne, standard RFC 6455 mówi, że WebSocket został zaprojektowany do działania na portach 80 i 443 przypisanych do HTTP, a także ma wspierać funkcje proxy i pośredników (intermediaries). Aby osiągnąć kompatybilność z HTTP, handshake WebSocket’u wykorzystuje nagłówek HTTP Upgrade, aby przełączyć komunikację z protokołu HTTP na WebSockets.
Protokół WebSocket umożliwia interakcję między przeglądarką internetową (lub inną aplikacją kliencką), a serwerem sieciowym przy niższym obciążeniu niż alternatywne rozwiązania półdupleksowe, takie jak np. odpytywanie HTTP (polling), ułatwiając przy tym znacznie przesyłanie danych w czasie rzeczywistym do i z serwera. Jest to możliwe dzięki zapewnieniu znormalizowanego sposobu wysyłania przez serwer treści do klienta bez uprzedniego żądania klienta i umożliwienia przesyłania komunikatów tam i z powrotem przy zachowaniu aktywnego połączenia. W ten sposób między klientem, a serwerem może odbywać się dwukierunkowa wymiana danych. Komunikacja odbywa się zwykle przez port TCP o numerze 443 (lub 80 w przypadku połączeń niezabezpieczonych), co jest korzystne w środowiskach, które blokują połączenia dla aplikacji innych niż przeglądarki internetowe (np. klienty Torrent, IRC). Przed pojawieniem się WebSocket’ów podobną dwukierunkową komunikację przeglądarka-serwer osiągano w niestandardowy sposób, wykorzystując technologie takie jak Comet czy Adobe Flash Player.
Większość współczesnych przeglądarek obsługuje WebSocket’y, w tym m.in.: Google Chrome, Firefox, Microsoft Edge, Internet Explorer, Safari i Opera.
W przeciwieństwie do protokołu HTTP, WebSocket zapewnia komunikację w pełnym dupleksie. Dodatkowo WebSocket umożliwia przesyłanie wiadomości na wierzchu protokołu TCP. Sam protokół TCP obsługuje strumienie bajtów bez wbudowanej koncepcji wiadomości. Przed WebSocket komunikacja na porcie 80 w pełnym dupleksie była osiągalna przy użyciu kanałów Comet, jednak implementacja Comet nie jest trywialna, a ze względu na uzgadnianie TCP i obciążenie nagłówka HTTP jest nieefektywna w przypadku małych wiadomości. Protokół WebSocket ma na celu rozwiązanie tych problemów bez naruszania założeń bezpieczeństwa sieci.
Specyfikacja protokołu WebSocket definiuje ws (WebSocket) i wss (WebSocket Secure) jako dwa nowe schematy jednolitego identyfikatora zasobów (URI), które są używane odpowiednio do połączeń nieszyfrowanych i szyfrowanych. Oprócz nazwy schematu i fragmentu (tj. # nie jest obsługiwany), pozostałe komponenty URI są zdefiniowane tak, aby używały ogólnej składni URI.
Wykorzystując narzędzia developera w przeglądarce, twórcy stron mogą sprawdzić zarówno handshake WebSocket’u, jak i poszczególne paczki (frames).

## Historia
WebSocket’y zostały po raz pierwszy wymienione jako TCPConnection w bazowej specyfikacji HTML5, jako symbol zastępczy dla interfejsu (API) gniazda, opartego o protokół TCP. W czerwcu 2008 roku Michael Carter przeprowadził serię dyskusji w wyniku których powstała pierwsza wersja protokołu znanego obecnie jako WebSocket.
Nazwa „WebSocket” została ukuta przez Iana Hicksona i Michaela Cartera podczas współpracy na kanale IRC #whatwg, a następnie włączona do specyfikacji HTML5 przez samego Hicksona. W grudniu 2009 r. Google Chrome 4 została pierwszą przeglądarką z pełną obsługą nowego standardu, z domyślnie włączonym API WebSocket. Rozwój protokołu WebSocket został następnie przeniesiony z grup W3C i WHATWG do IETF w lutym 2010.
Po zakończeniu prac nad protokołem i jego domyślnym włączeniu w większości przeglądarek, standard RFC 6455 został sfinalizowany przez Iana Fettera w grudniu 2011 roku.
RFC 7692 wprowadził rozszerzenie kompresji wiadomości do WebSocket przy użyciu algorytmu DEFLATE.

## Przeglądarki wspierające WebSocket
WebSocket został zaimplementowany w przeglądarkach: Firefox 4, Google Chrome 4, Opera 11, Internet Explorer 10 oraz Safari 5 (również w mobilnym Safari dla iOS 4.2). Z powodu luk w zabezpieczeniach WebSocket został domyślnie wyłączony w Firefoksie 4 i Operze 11 do czasu ich naprawienia. Aktualnie wszystkie najpopularniejsze przeglądarki wspierają tę technologię.
| Protokół, wersja | Data konspektu           | Internet Explorer | Firefox (PC)    | Firefox (Android) | Chrome (PC, iOS, Android) | Safari (Mac, iOS) | Opera (PC, Android, iOS) | Android Browser |
| ---------------- | ------------------------ | ----------------- | --------------- | ----------------- | ------------------------- | ----------------- | ------------------------ | --------------- |
| hixie-75         | 4 Luty, 2010             |                   |                 |                   | 4                         | 5.0.0             |                          |                 |
| hixie-76 hybi-00 | 6 Maj, 2010 23 Maj, 2010 |                   | 4.0 (wyłączono) |                   | 6                         | 5.0.1             | 11.00 (wyłączono)        |                 |
| hybi-07          | 22 kwietnia 2011         |                   | 6               |                   |                           |                   |                          |                 |
| hybi-10          | 11 lipca 2011            |                   | 7               | 7                 | 14                        |                   |                          |                 |
| RFC 6455         | Grudzień 2011            | 10                | 11              | 11                | 16                        | 6                 | 12.10                    | 4.4             |

## Przykładowy klient w języku javaScript
```
// stworzenie nowego obiektu typu WebSocket

const
 
socket
 
=
 
new
 
WebSocket
(
'ws://game.example.com:12010/updates'
);

// metoda wywoływana w momencie stworzenia socketu

socket
.
onopen
 
=
 
function
 
()
 
{

  
setInterval
(
function
()
 
{

    
if
 
(
socket
.
bufferedAmount
 
==
 
0
)

      
socket
.
send
(
getUpdateData
());

  
},
 
50
);

};

// metoda wywoływana w momencie otrzymania wiadomości

socket
.
onmessage
 
=
 
function
(
event
)
 
{

  
handleUpdateData
(
event
.
data
);

};

// metoda wywoływana w momencie zamknięcia gniazda

socket
.
onclose
 
=
 
function
(
event
)
 
{

  
onSocketClose
(
event
);

};

// metoda wywoływana w momencie, gdy socket został zamknięty z powodu błędu

socket
.
onerror
 
=
 
function
(
event
)
 
{

  
onSocketError
(
event
);

};

```

## Handshake protokołu
Aby ustanowić połączenie typu WebSocket, klient musi najpierw wysłać żądanie typu handshake, dla którego serwer zwraca odpowiednią odpowiedź, jak pokazane jest to w przykładzie poniżej.
Zarówno w żądaniu klienta, jak i odpowiedzi serwera każda linia wiadomości kończy się znakiem nowej linii (\r\n) – identycznie jak ma to miejsce w przypadku protokołu HTTP. Dodatkowo na samym końcu żądania/odpowiedzi musi znajdować się pusta linia.
Żądanie klienta:
```
GET
 
/chat
 
HTTP
/
1.1

Host
:
 
server.example.com

Upgrade
:
 
websocket

Connection
:
 
Upgrade

Sec-WebSocket-Key
:
 
x3JJHMbDL1EzLkh9GBhXDw==

Sec-WebSocket-Protocol
:
 
chat, superchat

Sec-WebSocket-Version
:
 
13

Origin
:
 
http://example.com

```

Odpowiedź serwera:
```
HTTP
/
1.1
 
101
 
Switching Protocols

Upgrade
:
 
websocket

Connection
:
 
Upgrade

Sec-WebSocket-Accept
:
 
HSmrc0sMlYUkAGmm5OPpG2HaGWk=

Sec-WebSocket-Protocol
:
 
chat

```

Handshake rozpoczyna się od żądania/odpowiedzi HTTP, dzięki czemu dany serwer może obsługiwać połączenia HTTP, a także WebSocket na tym samym porcie. Po nawiązaniu połączenia komunikacja przełącza się na dwukierunkowy protokół binarny, który nie jest już zgodny z protokołem HTTP.
Oprócz nagłówka Upgrade klient wysyła również nagłówek Sec-WebSocket-Key zawierający przypadkowe bajty zakodowane w standardzie base64, na co serwer odpowiada, podając hash tego klucza w nagłówku Sec-WebSocket-Accept. Ma to na celu zapobieganie sytuacji, gdzie np. serwer/proxy buforujący wyśle ponownie całą zapisaną konwersację innemu klientowi, podczas gdy ten nie miał de facto styczności z właściwym serwerem. Proces polega na tym, że funkcja szyfrująca dodaje stały ciąg znaków 258EAFA5-E914-47DA-95CA-C5AB0DC85B11 do wartości podanej w nagłówku Sec-WebSocket-Key klienta (nie jest on dekodowany z base64), a następnie stosuje algorytm szyfrujący SHA-1, by na samym końcu zakodować uzyskaną wartość używając base64.
Gdy połączenie jest już ustanowione, klient i serwer mogą wysyłać sobie dane w formie binarnej lub tekstowej w postaci tzw. ramek w trybie pełnego dupleksu. Sama ramka ma niewielki narzut, dodając jedynie mały nagłówek, po którym znajdują się docelowe dane. Transmisje WebSocket są opisywane jako „wiadomości”, w których pojedyncza wiadomość może być opcjonalnie podzielona na kilka ramek. Pozwala to na wysyłanie wiadomości, w których dostępne są dane początkowe, ale nie jest znana pełna długość wiadomości (wysyłane są jedna ramka danych za drugą, aż do osiągnięcia końca i zakończenia bitem FIN). Dzięki rozszerzeniom protokołu można to również wykorzystać do multipleksowania kilku strumieni jednocześnie (na przykład w celu uniknięcia monopolizowania użycia gniazda dla pojedynczego dużego ładunku).